# Doyin Okupe
Adedoyin Ajibike Okupe bekannt als Doyin Okupe (* 22. März 1952 in Iperu, Nigeria; † 7. März 2025 in Lagos, Nigeria) war ein nigerianischer Arzt und Politiker. Er war einer der Mitbegründer des Royal Cross Medical Centre und der National Publicity Secretary der Partei National Republican Convention (NRC). Er wurde unter General Sani Abacha zeitweise inhaftiert und in der Folge von der Teilnahme an den Vorwahlen der United Nigeria Congress Party (UNCP) ausgeschlossen; später kandidierte er für ein Gouverneursamt für die People’s Democratic Party (PDP) in Ogun. Er war Special Assistant für Öffentlichkeitsarbeit bei Präsident Olusegun Obasanjo und Senior Special Assistant für Öffentlichkeit bei Präsident Goodluck Jonathan.

## Leben

### Jugend und Ausbildung
Adedoyin Ajibike Okupe wurde am 22. März 1952 in Iperu, im heutigen Ogun State, im britischen Colonial Nigeria geboren. Okupe war der Sohn des Chief Matthew Adekoya Okupe, der bei der Agbonmagbe Bank als Bankier arbeitete. Seine Brüder waren Kunle Okupe, Owo Okupe, Wemi Okupe und Larry Okupe und seine Schwestern Aina Okanlawon und Bisola Ayeni. Er erhielt seine Schulbildung an der St. Jude’s School in Ebute Metta, Lagos, am Igbobi College in Yaba, Lagos und an der University of Ibadan in Ibadan, Oyo.

## Karriere

### Medizinische Karriere
Okupe arbeitete mehrere Jahre für staatliche und private Krankenhäuser, darunter das St. Nicholas Hospital in Lagos, bevor er zusammen mit seinen Kollegen Seyi Roberts und Ladi Okuboyejo das Royal Cross Medical Center (Royal Cross Hospital) in Obalende, Lagos, gründete. Er war geschäftsführender Direktor des Royal Cross Medical Center. Laut Olusegun Osoba in einem Interview mit The Nation im Juli 2019 retteten Okupe und Roberts in der Nacht des 23. August 1994 das Leben eines Torwächters mit einer Schusswunde am Kopf. Er war auch einmal Herausgeber einer Gesundheitszeitung namens Life Mirror.

### Politische Karriere
Schon als Mediziner war Okupe auch in der Politik aktiv.
Während der Zeit der Zweiten Nigerianischen Republik war Okupe Kandidat für das Repräsentantenhaus für die National Party of Nigeria (NPN) in den Parlamentswahlen 1983. In der Dritten Nigerianischen Republik wurde Okupe der National Publicity Secretary der National Republican Convention (NRC). Er war einer der Repräsentanten der NRC, welche die Auswertung der Ergebnisse der nigerianischen Präsidentschaftswahlen von 1993 im Hauptquartier der Nationalen Wahlkommission (Independent National Electoral Commission, NEC) beobachteten. Die Militärregierung von General Sani Abacha verhaftete Okupe am 3. Oktober 1996. Später, im März 1998, während des abgebrochenen Übergangsprogramms von Abacha, war er einer der Politiker, die von der Teilnahme an den Vorwahlen der United Nigeria Congress Party (UNCP) ausgeschlossen wurden. Mit der Gründung der heutigen Vierten Nigerianischen Republik wurde Okupe zum Sonderassistenten für Medien und Öffentlichkeitsarbeit von Präsident Olusegun Obasanjo ernannt. 2002 war er einer der Gouverneurskandidaten bei den Vorwahlen der People’s Democratic Party (PDP) im Bundesstaat Ogun neben Gbenga Daniel. 2012 ernannte Präsident Goodluck Jonathan Okupe zu seinem Senior Special Assistant on Public Affairs.
Okupe war mehrfach Pressesprecher der nigerianischen Präsidentschaftskandidaten der PDP, darunter Präsident Olusegun Obasanjo, Präsident Goodluck Jonathan, Bukola Saraki und Vizepräsident Atiku Abubakar. Im Juli 2017 verkündete er seinen Entschluss, die PDP zu verlassen und der Accord Party beizutreten, da er jedoch die Übernahme des Vorsitzes im Campaign Media Council von Bukola Saraki für die Präsidentschaftsvorwahlen der PDP im Jahr 2019 akzeptiert hatte, wurde er im September 2018 wieder aus der Accord Party ausgeschlossen. Anschließend kehrte er zur PDP zurück, und wurde Sprecher des Organisationsteams der Präsidentschaftskampagne von Atiku Abubakar, dem Präsidentschaftskandidaten der PDP bei den nigerianischen Präsidentschaftswahlen 2019.
Okupe trat vor den Parlamentswahlen 2023 der Labor Party bei und kandidierte als stellvertretend für die Partei, bis ein eindeutiger Kandidat feststand.

## Skandale
Im August 2012 wurde berichtet, dass Okupe und seine Unternehmen von der Economic and Financial Crimes Commission (EFCC) überprüft wurden und ihnen vorgeworfen wurde, Straßenbauaufträge, die seinen Unternehmen im Jahr 2004 vom Bundesstaat Benue und im Jahr 2005 vom Bundesstaat Imo erteilt worden waren, nicht ausgeführt zu haben. Mit dem Bundesstaat Imo konnte schließlich eine Vergleich erzielt werden, während der Fall mit dem Bundesstaat Benue durch ein Schiedsverfahren beigelegt wurde.
Im Juli 2016 wurde behauptet, dass 702 Mio. Naira von den veruntreuten 2 Mrd. Dollar, welche im Rahmen des 2-Milliarden-Dollar-Waffendeals (Dasukigate) im Büro des Nationalen Sicherheitsberaters unter der Leitung von Oberst Sambo Dasuki veruntreut worden waren, von der EFCC auf Okupe zurückgeführt wurden. Am 14. Januar 2019 erhob die EFCC Anklage gegen Okupe vor einem Bundesgericht in Abuja. Ihm wurden 59 Anklagepunkte zur Last gelegt, darunter Geldwäsche und Veruntreuung von Geldern in Höhe von 702 Mio. Naira.

## Persönliches, Tod
Okupe war mit Aduralere Okupe verheiratet. Mit ihr hatte er zwei Kinder: Ditan und Bolu. Während Okupe bei den Parlamentswahlen 2019 den PDP-Kandidaten Atiku Abubakar unterstützte, unterstützte sein Sohn Ditan Muhammadu Buhari. Im Januar 2021 outete sich sein anderer Sohn, Bolu Okupe, der in Paris lebt, auf seiner Instagram-Seite als schwul. Doyin Okupe und sein Sohn Bolu unterstützten Peter Obi in den Präsidentschaftswahlen 2023.
Im Mai 2020 wurde bekannt, dass Okupe und seine Frau am 23. April 2020 positiv auf COVID-19 getestet worden waren, jedoch wieder geheilt seien.
Okupe verstarb am 7. März 2025 nach langem Kampf gegen Krebs im Alter von 72 Jahren in einem Krankenhaus in Lagos.